# São Domingos das Dores
São Domingos das Dores es un municipio brasileño del Estado de Minas Gerais. Su población estimada en 2004 era de 5.610 habitantes.

## Historia
São Domingos das Dores se convirtió en distrito por la Ley estatal n.º 2764, el 30 de diciembre de 1962, dentro del municipio de Inhapim. El municipio fue oficialmente instalado a 1 de enero de 1997. Y la parroquia Nuestra Señora de las Dores fue creada el 1 de enero de 1998.